# Cerro Ortega
Ortega är en kulle i Antarktis. Den ligger i Västantarktis. Argentina, Chile och Storbritannien gör anspråk på området. Toppen på Ortega är 356 meter över havet.
Terrängen runt Ortega är kuperad. Trakten är glest befolkad. Närmaste befolkade plats är Mendel Polar Station, 17,1 km norr om Ortega.